# Skatologische Literatur
Skatologische Literatur (von altgriechisch σκώρ skṓr, Genitiv σκάτος skátos: „Kot“, „Exkremente“) bezeichnet das bewusste und bevorzugte Benutzen von direkten (nicht: euphemistischen) Ausdrücken für Fäkalien, Exkremente und auf den Analbereich bezogene Dinge und Vollzüge in literarischen Texten. Seit der Antike gibt gerade die gattungstypische drastische Sprache des Schmähgedichts, d. h. der Invektive, den Hintergrund skatologischer Texte her. Als Thema der Volkserzählung ist Fäkalhumor, aber oft auch der derb-humoristische Umgang mit damit verbundenen Alltagsphänomenen wie der Furz.

## Literarische Belege
Literarische Belege gibt es seit der Antike, hier nun Beispiele aus der neulateinischen Literatur des Spätbarock, der frühen Weimarer Klassik und der deutschen Gegenwartsliteratur.

### Wilhelm Neuhaus, „In Quendam“
Der am Gymnasium Hammonense tätige Wilhelm Neuhaus (1675–1740) bietet in seinen „Otia parerga“, einer 1725 erschienenen Sammlung von Kasual- bzw. Gelegenheitsgedichten, seinen Lesern folgendes Epigramm (3, 91 p. 152) an, dem der Übersetzer den Titel „Das literarische Klosett, oder: Ein etwas anderer Ort der Musen“ gegeben hat:
In Quendam.
Quum saturi ventris collecta saburra cloacam

  Praecipitante mora, visere forte jubet:

Cum nisu volvis lacerorum frusta librorum,

  Nempe legendo cacas, atque cacando legis.

Quantus amor studii! museum est ipsa latrina:

  Dum legis et pedis, doctior inde redis.
Gegen jemanden.
Wenn des gesättigten Leibes gesammelter Ballast die Kloake in einem plötzlichen Moment zufällig zu besuchen befiehlt, / Wenn du bei Anspannung Einzelblätter zerfetzter Bücher blätterst, dann kackst du beim Lesen und liest beim Kacken. / Welch große Liebe zum Studium! Ein Ort der Musen ist sogar deine Latrine. Indem du liest und furzt, kommst du als Gelehrter von dort zurück.

### Johann Wolfgang von Goethe, „Ein junger Mensch, ich weiß nicht wie“
Goethes 1775 verfasstes, derbes Schmähgedicht auf den Werther-Kritiker Friedrich Nicolai: „Ein junger Mensch, ich weiß nicht wie“ blieb zu Lebzeiten dieser Frankfurter Literaturkoryphäe ungedruckt.
Ein junger Mensch ich weiß nicht wie,

Starb einst an der Hypochondrie

Und ward dann auch begraben.

Da kam ein schöner Geist herbei

Der hatte seinen Stuhlgang frei,

Wie ihn so Leute haben.

Der setzt sich nieder auf das Grab,

Und legt ein reinlich Häuflein ab,

Schaut mit Behagen seinen Dreck,

Geht wohl erathmend wieder weg,

Und spricht zu sich bedächtiglich:

„Der arme Mensch, er dauert mich

Wie hat er sich verdorben!

Hätt’ er geschissen so wie ich,

Er wäre nicht gestorben!“

### Günter Grass, „Kot gereimt“
Albrecht Schöne stellte 2015 in der „Frankfurter Anthologie“ (FAZ 3. Juli 2015) „Kot gereimt“, ein Kotgedicht von Günter Grass, vor.

## Sekundärliteratur
- Buldrianus Sclopetarius [Pseudonym!], De peditu ejusque speciebus, crepitu et visio, discursus methodicus in theses digestus, Hannover 1619 [MDZ-Digitalisat].
- Paul Englisch, Das skatologische Element in Literatur, Kunst und Volksleben. Stuttgart 1928 (Nachdruck o. O. o. J.) (191 S.).
- Hannjost Lixfeld, Art. Anthropophyteia. In: Kurt Ranke u. a. (Hrsg.), Enzyklopädie des Märchens. Handwörterbuch zur historischen und vergleichenden Erzählforschung (15 Bde.), Berlin/New York 1977–2015, Bd. 1 (1975), 596–601.
- Uli Kutter, Art. Exkremente. In: Kurt Ranke u. a. (Hrsg.), Enzyklopädie des Märchens. Handwörterbuch zur historischen und vergleichenden Erzählforschung (15 Bde.), Berlin/New York 1977–2015, Bd. 4 (1984), 649–664.
- Christoph Daxelmüller, Art. Furz. In: Kurt Ranke u. a. (Hrsg.), Enzyklopädie des Märchens. Handwörterbuch zur historischen und vergleichenden Erzählforschung (15 Bde.), Berlin/New York 1977–2015, Bd. 5 (1987), 593–600.
- Till R. Kuhnle, Art. Kot. In: Günter Butzer / Joachim Jacob (Hg.): Metzler Lexikon literarischer Symbole. Stuttgart/Weimar 2. Aufl. 2012, 223a–224b.
- Thomas Sing, Art. Po. In: Günter Butzer / Joachim Jacob (Hg.): Metzler Lexikon literarischer Symbole. Stuttgart/Weimar 2. Aufl. 2012, 326a–327b.
- Andrea Grafetstätter (Hrsg.): Nahrung, Notdurft und Obszönität in Mittelalter und Früher Neuzeit. Akten der Tagung Bamberg 2011 (= Bamberger interdisziplinäre Mittelalterstudien. Band 6). University of Bamberg Press, Bamberg 2014
- Wolfgang Krischke, Vulgäre Buchtitel. Unter der Gürtellinie, FAZ 26. April 2017.
- Ingo Breuer / Svjetlan Lacko Vidulić (Hg.): Schöne Scheiße. Konfigurationen des Skatologischen in Sprache und Literatur. In: Zagreber Germanistische Beiträge 27 (2018), 1-236 [11 Beiträge, historisch von Fastnachtspielen des 15. Jahrhunderts bis in die Gegenwart reichend].
- Matthias Laarmann, Die "Otia parerga" des Wilhelm Neuhaus (1675–1744) als neulateinische Dichtung mit europäischem Horizont. Sprachwitzige Parodie bis hin zur Skatologie, Epenparodie und makkaronische Dichtung, Städtelob Hamms und Freundschaftsbekundungen über National- und Konfessionsgrenzen hinweg (Wilhelm Neuhaus-Studien II). [Hermann Josef Sieberg und Reinhard Spänle zum 80. Geburtstag]. In: Beiträge zur Geschichte Dortmunds und der Grafschaft Mark 110 (2019), S. 59–115, dort S. 80–83 ("Kap. 5: Skatologische Literatur: Ästhetisierung des Fäkalischen und Exkrementellen"), das Epigramm 3, 91 mit Übersetzung ebd., S. 83.